# Yelena Aniúshina
Yelena Fiódorovna Aniúshina –en ruso, Елена Фёдоровна Анюшина– (Zhabino, 8 de diciembre de 1993) es una deportista rusa que compite en piragüismo en la modalidad de aguas tranquilas.
Ganó una medalla de bronce en el Campeonato Mundial de Piragüismo de 2021 y tres medallas de bronce en el Campeonato Europeo de Piragüismo entre los años 2014 y 2017. Participó en los Juegos Olímpicos de Río de Janeiro 2016, ocupando el quinto lugar en la prueba de K2 500 m.

## Palmarés internacional
| Campeonato Mundial | Campeonato Mundial       | Campeonato Mundial | Campeonato Mundial |
| Año                | Lugar                    | Medalla            | Competición        |
| ------------------ | ------------------------ | ------------------ | ------------------ |
| 2021               | Copenhague (Dinamarca)   | Medalla de bronce  | K4 500 m           |
| Campeonato Europeo |                          |                    |                    |
| Año                | Lugar                    | Medalla            | Competición        |
| 2014               | Brandeburgo (Alemania)   | Medalla de bronce  | K4 500 m           |
| 2015               | Račice (República Checa) | Medalla de bronce  | K4 500 m           |
| 2017               | Plovdiv (Bulgaria)       | Medalla de bronce  | K1 500 m           |